# 国営公園
国営公園（こくえいこうえん）とは、日本において都市公園法に定められた要件を満たしている公園または緑地で、国（国土交通省）が設置するものを指す。

## 国営公園の種類
都市公園法は、その第2条第1項第2号で、
次に掲げる公園又は緑地で国が設置するもの
イ 一の都府県の区域を超えるような広域の見地から設置する都市計画施設である公園又は緑地（ロに該当するものを除く。）（イ号国営公園）
ロ 国家的な記念事業として、又は我が国固有の優れた文化的資産の保存及び活用を図るため閣議の決定を経て認定する都市計画施設である公園又は緑地（ロ号国営公園）
と規定している。この要件を満たしている都市公園を国営公園と称する。
イ号国営公園の技術的基準は、都市公園法施行令第3条において「災害時に広域的な災害救援活動の拠点となるものとして国が設置する都市公園」および「国が設置するその他の都市公園」に分けて定められており、広域防災拠点として整備される国営公園には前者の基準が適用される。

## 一覧
- 2018年7月現在の一覧[3]
- イ：都市公園法第2条第1項第2号イに基づくもの
- ロ：都市公園法第2条第1項第2号ロに基づくもの

| 種別 | 都道府県             | 名称                     | 開園       | 全体面積    | 画像 |
| ---- | -------------------- | ------------------------ | ---------- | ----------- | ---- |
| イ   | 北海道               | 国営滝野すずらん丘陵公園 | 1983年07月 | 395.7ha     |      |
| イ   | 宮城県               | 国営みちのく杜の湖畔公園 | 1989年08月 | 287.5ha     |      |
| イ   | 茨城県               | 国営ひたち海浜公園       | 1991年10月 | 350ha       |      |
| ロ   | 埼玉県               | 国営武蔵丘陵森林公園     | 1974年07月 | 304ha       |      |
| ロ   | 東京都               | 国営昭和記念公園         | 1983年10月 | 165.3ha     |      |
| イ   | 東京都               | 国営東京臨海広域防災公園 | 2010年07月 | 13.2ha      |      |
| イ   | 新潟県               | 国営越後丘陵公園         | 1998年07月 | 400ha       |      |
| イ   | 長野県               | 国営アルプスあづみの公園 | 2004年07月 | 353ha       |      |
| イ   | 岐阜県 愛知県 三重県 | 国営木曽三川公園         | 1987年10月 | 473.5ha     |      |
| イ   | 京都府 大阪府        | 淀川河川公園             | 1977年03月 | （238.8ha） |      |
| イ   | 兵庫県               | 国営明石海峡公園         | 2002年03月 | 330ha       |      |
| ロ   | 奈良県               | 国営平城宮跡歴史公園     | 2018年03月 | 122ha       |      |
| ロ   | 奈良県               | 国営飛鳥歴史公園         | 1974年07月 | 39ha        |      |
| イ   | 広島県               | 国営備北丘陵公園         | 1995年04月 | 340ha       |      |
| イ   | 香川県               | 国営讃岐まんのう公園     | 1998年04月 | 350ha       |      |
| イ   | 福岡県               | 国営海の中道海浜公園     | 1981年10月 | 260ha       |      |
| ロ   | 佐賀県               | 国営吉野ヶ里歴史公園     | 2001年04月 | 54ha        |      |
| ロ   | 沖縄県               | 国営沖縄記念公園         | 1976年08月 | 74.3ha      |      |

## 国民公園・国立公園との違い
国営公園は都市公園法に基づき国土交通省が所管する都市公園で営造物公園であるのに対し、国民公園は、環境省が管理する営造物公園。一方、国立公園は自然公園法に基づき環境省が所管する自然公園である。